# Institut für Geschichte und Biographie

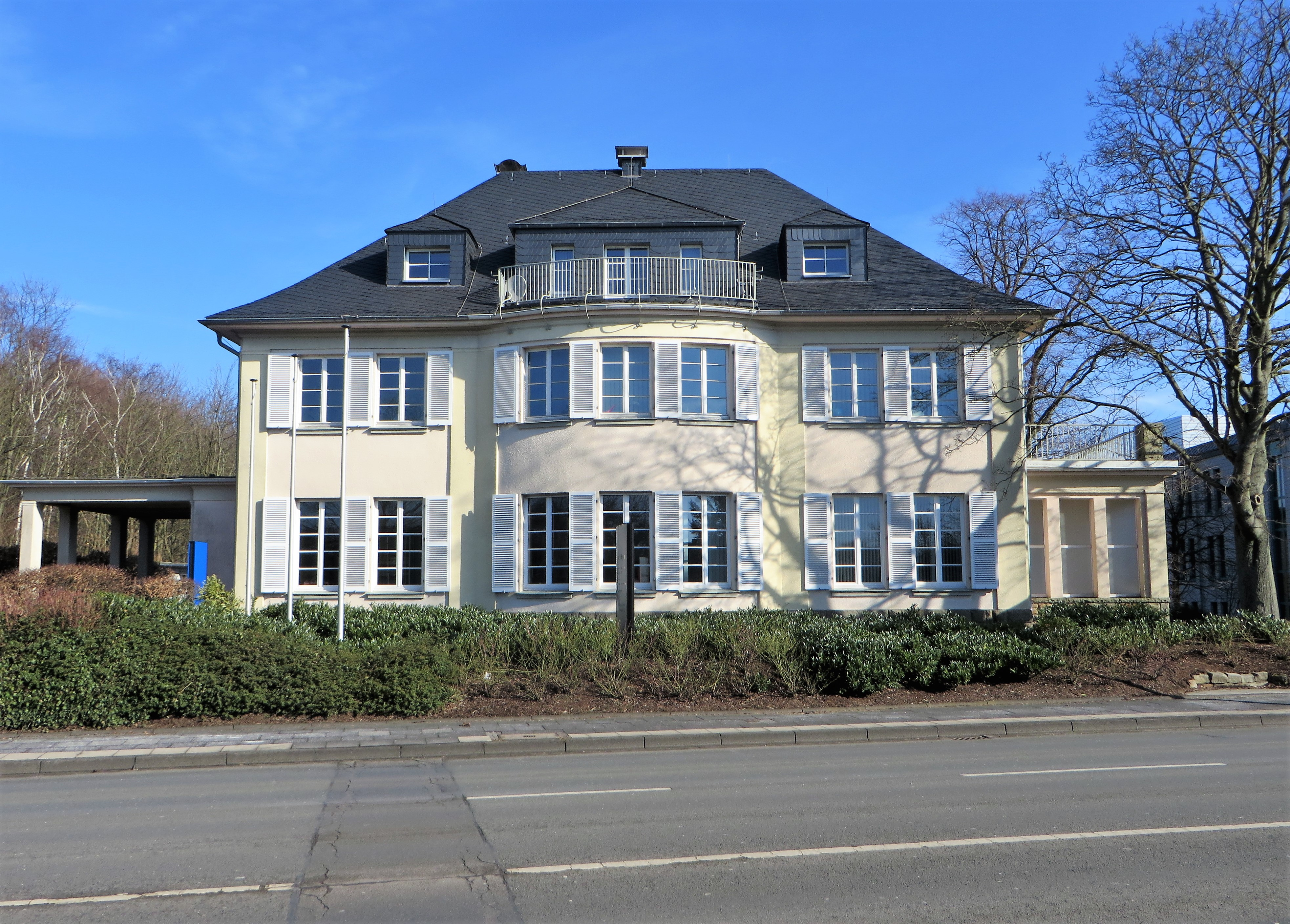
Villa Bechem, Sitz des IGB

Das Institut für Geschichte und Biographie ist eine wissenschaftliche Einrichtung der Fakultät für Kultur- und Sozialwissenschaften der FernUniversität in Hagen. Das Institut wurde 1993 gegründet. Es hatte bis 2007 seinen Sitz in einem Gebäude in Lüdenscheid, in dem auch ein Studienzentrum der Fernuniversität untergebracht war, und wurde anschließend auf den Campus der Fernuniversität nach Hagen verlegt.

## Aufgaben
Das Institut für Geschichte und Biographie der FernUniversität Hagen führt lebensgeschichtliche Forschungsprojekte mit der Methode der Oral History durch, produziert wissenschaftliche Filme, betreibt das Archiv „Deutsches Gedächtnis“ für subjektive Erinnerungszeugnisse und organisiert die Veranstaltungsreihe „Lüdenscheider Gespräche“.
Das Institut ist Sitz der Redaktion von BIOS, der „Zeitschrift für Biographieforschung, Oral History und Lebensverlaufsanalysen“ und des Sekretariats der International Oral History Association.
In den Arbeiten des Instituts geht es um die Subjekte in der Geschichte und um die Frage, wie Menschen Geschichte erfahren und erlebt haben, wie historische Erfahrungen verarbeitet wurden und welche Bedeutung frühere Erfahrungen für spätere Phasen der Lebensgeschichte hatten. Untersucht werden Veränderungen in biographischen Konstruktionen, Entwicklungen von Konsens- und Dissenselementen in einer Gesellschaft sowie Verarbeitungen politischer Brüche.
Das Institut veranstaltet Tagungen, Seminare und Exkursionen. Bekannt sind vor allem die in der Regel monatlich stattfindenden „Lüdenscheider Gespräche“. Außerdem werden Forschungsprojekte betreut und durchgeführt.

## Direktorium, Kuratorium und Mitarbeiter
Das Institut für Geschichte und Biographie wurde 1993 von Alexander von Plato als Geschäftsführendem Direktor gegründet. Ihm folgten 2007 Arthur Schlegelmilch und 2021 Almut Leh. Leitende Direktoren waren Peter Brandt und bis 2021 Arthur Schlegelmilch, seit 2022 ist dies Felix Ackermann.
Heute gehören dem Direktorium des Instituts Felix Ackermann als Leitender Direktor, Almut Leh als Geschäftsführende Direktorin, Eva Cendon, Frank Hillebrandt, Alexandra Przyrembel, Thomas Bedorf, Wolfgang Kruse, Jürgen G. Nagel, Peter Risthaus (alle Hagen) sowie drei Vertreter der wissenschaftlichen und nicht-wissenschaftlichen Mitarbeiter sowie der Studierenden an.
Im Kuratorium sitzen Alexander von Plato (Stade) als Vorsitzender, Stefan Berger (Ruhr-Universität Bochum), Peter Brandt (FernUniversität in Hagen, Berlin), Ewald Grothe (Archiv des Liberalismus Gummersbach/Bergische Universität Wuppertal), Gabriele Rosenthal (Georg-August-Universität Göttingen), Miriam Rürup (Universität Hamburg), Thomas Ruschin (Lüdenscheid), Brigitta Schmidt-Lauber (Universität Wien), Ulrich Schödlbauer (Berlin) und Dorothee Wierling (Universität Hamburg, Berlin).